# 中国人民武装警察部队政治工作部文工团
中国人民武装警察部队政治工作部文工团，驻地位于北京市，是隶属中国人民武装警察部队政治工作部的文艺团体。

## 沿革

### 前身：基建工程兵政治部文艺工作团
1978年1月29日，国务院、中央军委作出了成立中国人民解放军基本建设工程兵领导机构的决定，部队迅速扩编发展。1979年末，遵照总政治部关于加强各军兵种文工团建设的指示精神，基建工程兵党委决定组建兵种文工团。1979年11月22日，总政治部、总参谋部以（1979）政组字第216号文批复组建基建工程兵政治部文艺工作团，编制200人。基建工程兵政治部主任夏夔、副主任蔡元农、政治部文化部副部长田风负责组建工作。文工团驻北京西城区新街口豁口北二环路南侧一栋三层楼房，原为总政歌舞团学员队驻地，还设有排练厅，被铁道兵第12、第15师（后改为基建工程兵第6、第7支队）修北京地铁环线时征用。
- 团长：王宗鑫（代团长，原基建工程兵第1支队政治部文化科科长）
- 政委：高宗汉（基建工程兵第6支队第55大队政委），汪大绶（1981年8月接任，原基建工程兵煤炭指挥部政治部宣传处处长）
- 文工团党委：书记高宗汉，副书记王宗鑫，委员阿日布杰、于连仲、黄政。
- 歌队：队长阿日布杰，成员姜幼梅、柴燕燕、姜志、高春玲、经娜、刘卫东、王香玉、周明伦、百灵、边媚、刘向敏、王新国、朱成志、毛嘉莹、王景彬、张靖等。手风琴手薛瑞光
- 舞蹈队：队长富长宁，成员任湘珠等
- 乐队：队长程明秦，
- 曲艺队：队长于连仲，相声演员成国栋
- 舞美队：队长程远怜
- 创作组：组长黄政，成员有孙焕英、高龙、吴甲丁等
- 管理员
- 干事
- 会计
- 军医
- 炊事班长
- 理发员
- 司机

1980年12月中旬在兵种大礼堂为基建工程兵首次党代会举行了首演。  
1982年初党中央决定撤销基建工程兵，按照基建工程兵政治部的要求，文工团开始撤销改编工作，演出活动停止。筹建中的武警部队领导提出以基建工程兵文工团为基础，组建武警部队文工团。基建工程兵政治部决定，文工团演员凡愿意去武警文工团的一律推荐，并将兵种文工团的房产、设备、乐器和车辆等无偿移交武警文工团。

### 组建
1983年5月，中国人民武装警察部队政治部文工团组建。该团是中国人民武装警察部队唯一的综合性文艺团体。王宗鑫带领基建工程兵文工团的于连仲、阿日布杰、黄政、程远怜、鹿云金、姜幼梅、张艳芬、任湘珠、柴燕燕、姜志、王香玉、吴甲丁、薛瑞光等，成为武警文工团最早的文艺业务骨干
1994年10月，向江泽民等中央领导汇报演出了《卫士情怀》专场晚会。1997年，该团排演《国旗下的士兵》大型情景式歌舞诗画，参加第五届中国艺术节，获文化部第八届文华新剧目特别奖。1998年，和中国人民解放军总政治部歌剧团联合创作演出大型历史歌剧《屈原》。2007年4月，该团下属的中国武警男声合唱团在北京首演。该团还设有交响乐团、舞蹈团等。位于花园东路甲16号的国安剧院是该团的剧院，因接到中央军委下达的《关于军队和武警部队全面停止有偿服务活动的通知》，国安剧院自2017年1月1日起正式停业。

### 改制
2015年底至2016年初，在深化国防和军队改革中，该团更名为中国人民武装警察部队政治工作部文工团，隶属中国人民武装警察部队政治工作部。

### 撤销
2018年9月10日，根据中央军事委员会整编命令，中国人民武装警察部队政治工作部文工团建制撤销，除少数人员分流至中国人民解放军文化艺术中心文艺部外，所属现役军人全部退役、文职人员全部解聘。

## 历任领导
| 团长 …… - 满恒元 武警大校（？－？） - 张吉义 武警大校（1990年－？） - 凤一飞 武警大校（？－？） - 王树增 武警大校（？－2005年） - 郑健 武警大校（2006年－2015年） - 章晓宇 武警大校（2015年－2018年9月10日） | 政治委员 …… - 张桂柏 武警大校（？－2006年） - 尚力峰 武警大校（2006年－2008年） - 王林 武警大校（2008年－？） - 陈香山 武警大校（？－2013年） - 许三旺 武警大校（2013年－2018年9月10日） |

## 代表剧目
- 歌舞晚会：《春风·春雨·春潮》、《卫士情怀》、《军旅人生》、《中华神韵》、《永远的忠诚》、《党旗下的卫士》、《霓虹灯下新一代》、《丁晓兵之歌》、《金沙江畔铸辉煌》、《忠诚礼赞》等[19]
- 大型音舞诗画：《国旗下的士兵》[19]
- 大型史诗音画：《十送红军》[19]
- 歌剧：《屈原》[19]
- 话剧：《红旗飘飘》[19]
- 喜剧：《让你离不成》、《独生子当兵》[19]
- 交响音乐会：《守望春天》、《大地飞歌》、《旗帜颂》、《卫士畅想曲》等[19]
- 歌曲：《青藏高原》、《妈妈叫儿去当兵》、《美丽的心灵》、《金梭和银梭》、《祝酒歌》、《打起手鼓唱起歌》、《天蓝蓝，海蓝蓝》、《与月亮对话》[1]
- 舞蹈：《映山红》、《小牧骑》[1]
- 评书：《目标正前方》、《国旗演讲》[1]

## 知名成员
- 歌唱演员：聂建华、郭公芳、江涛、叶凡[25]、张妍
- 话剧演员：李琦
- 编剧：韩伟
- 作曲家：金凤浩、张千一、黄钟声
- 演奏员：原野